# Rafinoza-rafinoza alfa-galaktoziltransferaza
U enzimologiji, rafinoza-rafinoza alfa-galaktoziltransferaza (ЕЦ 2.4.1.166) je enzim koji katalizuje sledeću reakciju
2 rafinoza {\displaystyle \rightleftharpoons } 1F-alfa-D-galaktozilrafinoza + saharoza
Ovaj enzim ima jedan supstrat, rafinozu, i dva produkta, 1F-alfa-D-galaktozilrafinozu i saharozu.
Ovaj enzim pripada familiji glikoziltransferaza, specifično heksoziltransferaza. Sistematsko ime ove klase enzima je rafinoza:rafinoza alfa-D-galaktoziltransferaza. Koristi se nekoliko imena rafinoza (rafinoza donor) galaktoziltransferaza, rafinoza:rafinoza alfa-galaktoziltransferaza, i rafinoza-rafinoza alfa-galaktotransferaza.

## Literatura
- Hopf H, Gruber G, Zinn A, Kandler O (1984). „Physiology and biosynthesis of lychnose in Cerastium arvense”. Planta. 162: 283–288. doi:10.1007/BF00397451.
- Nicholas C. Price; Lewis Stevens (1999). Fundamentals of Enzymology: The Cell and Molecular Biology of Catalytic Proteins (Third изд.). USA: Oxford University Press. ISBN 019850229X.
- Eric J. Toone (2006). Advances in Enzymology and Related Areas of Molecular Biology, Protein Evolution (Volume 75 изд.). Wiley-Interscience. ISBN 0471205036.
- Branden C; Tooze J. Introduction to Protein Structure. New York, NY: Garland Publishing. ISBN 0-8153-2305-0.
- Irwin H. Segel. Enzyme Kinetics: Behavior and Analysis of Rapid Equilibrium and Steady-State Enzyme Systems (Book 44 изд.). Wiley Classics Library. ISBN 0471303097.
- William P. Jencks (1987). Catalysis in Chemistry and Enzymology. Dover Publications. ISBN 0486654605.